# Zastava Toga
Zastava Toga usvojena je 27. travnja 1960.
Sastoji se od dva redoslijeda zelene i žute boje uz jednu zelenu. U lijevom uglu je crveni kvadrat u kojem je zvijezda petokraka.
Boje su panafričke, zastava podsjeća na liberijsku, koja je opet rađena po uzoru na američku.

## Prijašnje zastave
- 1957–1958
- 1958–1960